# Volvo 140
Volvo 140 — линейка компактных автомобилей представительского класса, выпускавшаяся шведской компанией Volvo с 1966 по 1974 годы. Серия включала в себя двухдверный седан Volvo 142, четырехдверный седан Volvo 144 и пятидверный универсал Volvo 145.

## История
Производство автомобилей Volvo 144 началось в конце лета 1966 года на заводе "Торсландаверкен" (Torslandaverken) в Швеции. 144 серия, следовавшая за Volvo Amazon (сменила его на четвёртом годе выпуска), впервые среди автомобилей Volvo получила трёхзначный код, указывающий на серию, количество цилиндров в двигателе и количество дверей. Таким образом, «144» — это автомобиль 1-й серии, с 4-цилиндровым двигателем, 4-дверный кузов седан. В 144 был также первым автомобилем Volvo, получившим более прямой и свободный стиль кузова. Эта форма кузова автомобиля жила до 1990-х годов в 200 серии. Технически, автомобиль использовал многие из компонентов трансмиссии от Amazon, но было сделано и множество доработок, в том числе дисковые тормоза на всех четырёх колесах. В 1966 году он был назван автомобилем года по версии шведского журнала Teknikens Värld. Двигатель в стандартной 144 модели остался таким же, как и на стандартной Amazon (121), объёмом 1,8 литров (B18A), однако модель 144S получила более мощный B18B от 123GT и 1800S. За первый год производства автомобилей Volvo 142 (двухдверный седан) было построено 1500 единиц. В 1968 году стартовал выпуск автомобиля Volvo 145 в кузове пятидверного универсала.
Для 1969 модельного года компания Volvo сменила устанавливаемый двигатель B18 на 2-литровый B20, и генератор на более современный. В 1969 году компания Volvo представила 164 модель, с шестицилиндровым двигателем B30. В этом же году Volvo представила Express (см. ниже).
В 1970 году в задней части автомобиля появились форточки и электрический подогрев заднего окна. Задние боковые окна на 145 модели стали единым целым, и не открывались.
В 1971 году на автомобиле изменилась решетка, получившая черный цвет и фирменную диагональную линию, также обновились колеса. В этом году начали устанавливаться двигатели B20E с увеличенной степенью сжатия, электронной системой впрыска и мощностью 122 л.с. (90 кВт). Этим автомобилям присваивалось либо обозначение E (от нем. Einspritzer — «впрыск»), либо GL (англ. Grand Luxe), что говорило о престижности автомобиля. Консоль на трансмиссионном тоннеле с часами вошла в стандарт.
В 1972 году изменения продолжились, обновились дверные ручки, приборная панель с отделкой под дерево, новые переключатели и небольшая центральная консоль с часами. Инжекторный двигатель B20F с низкой степенью сжатия стал доступен в США и на некоторых других рынках.
В 1973 году 140 серия получила серьезный фейслифтинг, с новой пластиковой решеткой радиатора, новыми, более крупными индикаторами и полностью переработанной задней частью. Кроме того, исчезло обозначение S, и линейка состояла из трёх стандартных комплектаций (без обозначения, известные как L или «luxe») класса «люкс», а также самых престижных, Grand Luxe. Интерьер также был полностью переработан: устанавливалась новая приборная панель формы циферблата, вместо ленточного спидометра, новые под-рулевые переключатели, и дефлекторы для направления воздуха в сторону салона, дополнившие отопитель.
В 1974 году механическая система впрыска топлива на двигателе B20E/F сменилась с Bosch D-jetronic на K-Jetronic. Кроме того, некоторые изменения коснулись безопасности, например, топливный бак расположился рядом с мостом, для защиты его в случае удара сзади, а также появились большие бамперы.
Всего было выпущено 412 986 двухдверных седанов, 523 808 четырёхдверных седанов и 268 317 универсалов. В конце 1974 года 140 серия была заменена в производстве на Volvo 240.

## 145 Express
Volvo выпускала модель универсала Volvo 145 с высокой крышей, известную как Express и пришедшую на смену Volvo Duett. Крыша была поднята примерно на 51 мм. Эта модель была доступна в трёх вариантах (стандартный универсал и фургон с остеклением и без).

## Продажи
| Модель               | Тип кузова | КПП                | Мощность | Цена в фунтах |
| -------------------- | ---------- | ------------------ | -------- | ------------- |
| Volvo 144 De Luxe    | седан      | МКПП               | 90 л.с.  | 1895,01       |
| Volvo 144 De Luxe    | седан      | АКПП               | 90 л.с.  | 2035,17       |
| Volvo 144S De Luxe   | седан      | МКПП               | 118 л.с. | 1998,92       |
| Volvo 144 Grand Luxe | седан      | МКПП с овердрайвом | 145 л.с. | 2384,38       |
| Volvo 144 Grand Luxe | седан      | АКПП               | 135 л.с. | 2443,59       |
| Volvo 145 De Luxe    | универсал  | МКПП               | 90 л.с.  | 2102,84       |
| Volvo 145 De Luxe    | универсал  | АКПП               | 90 л.с.  | 2235,76       |
| Volvo 145 De Luxe    | универсал  | МКПП               | 125 л.с. | 2384,38       |
| Volvo 145 De Luxe    | универсал  | АКПП               | 125 л.с. | 2520,92       |

| Рынок    | 1967   | 1968   | 1969   | 1970   | 1971   | 1972   | 1973  | 1974  | 1975 |
| -------- | ------ | ------ | ------ | ------ | ------ | ------ | ----- | ----- | ---- |
| Швеция   | 20 754 | 37 627 | 46 856 | 46 812 | 48 571 | 53 759 | н/д   | н/д   | н/д  |
| Германия | н/д    | н/д    | н/д    | н/д    | н/д    | 11 503 | 9 997 | 7 456 | н/д  |

## Галерея

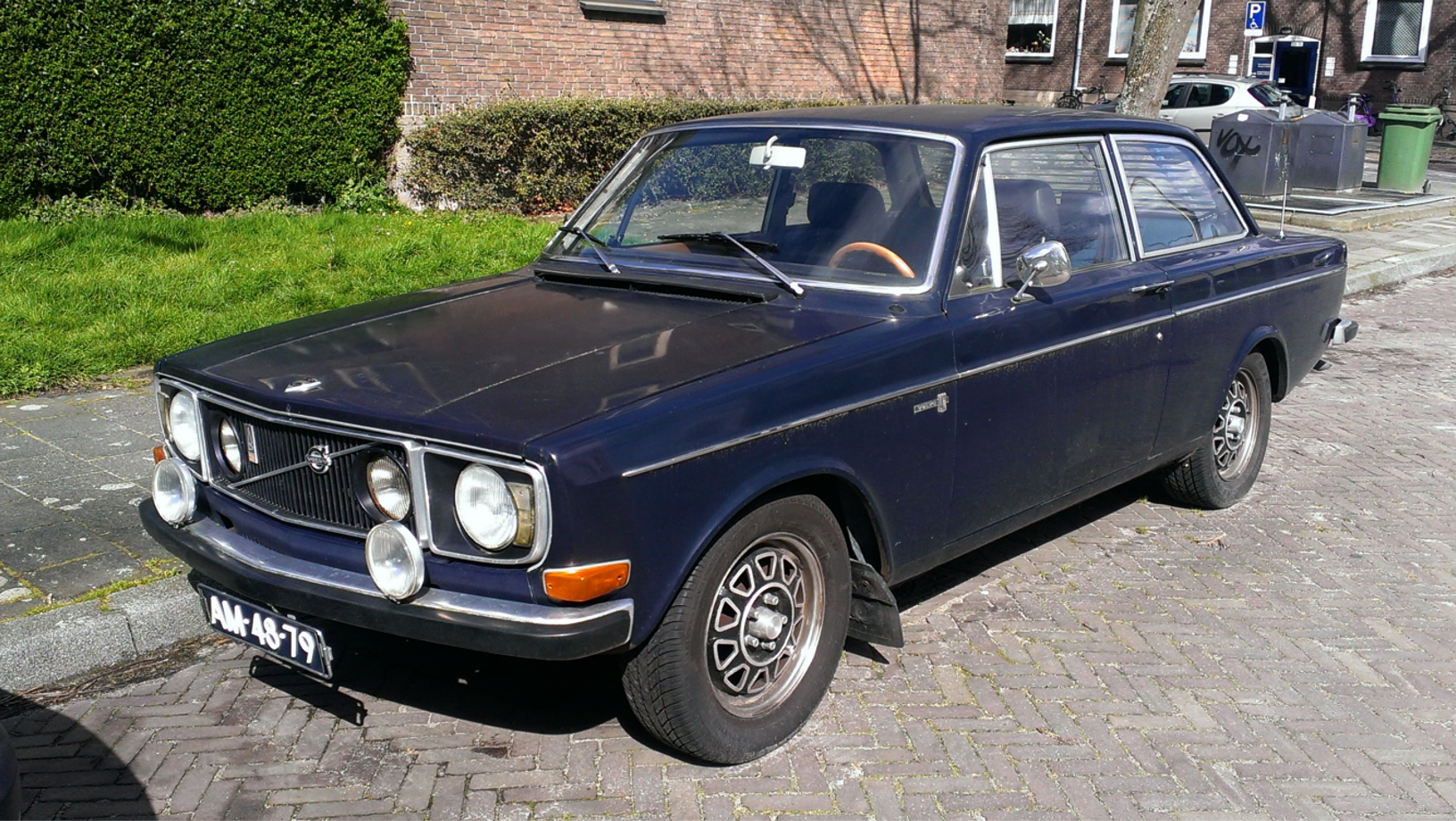
Volvo 142 DL, 1970
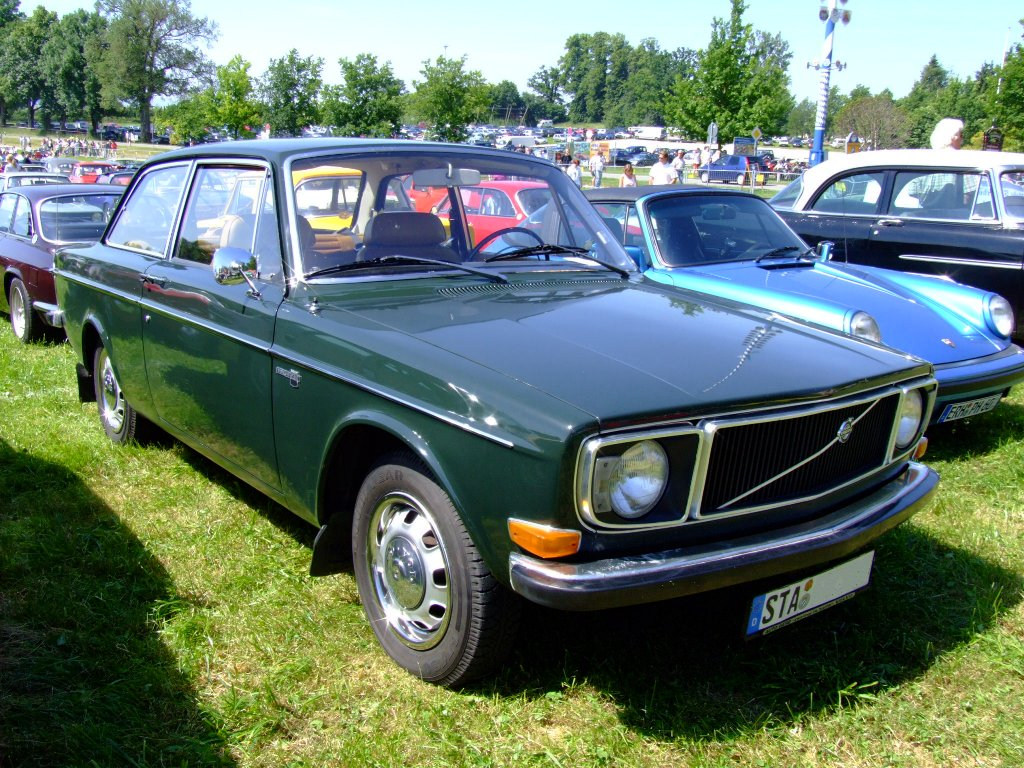
Седан Volvo 142, 1971
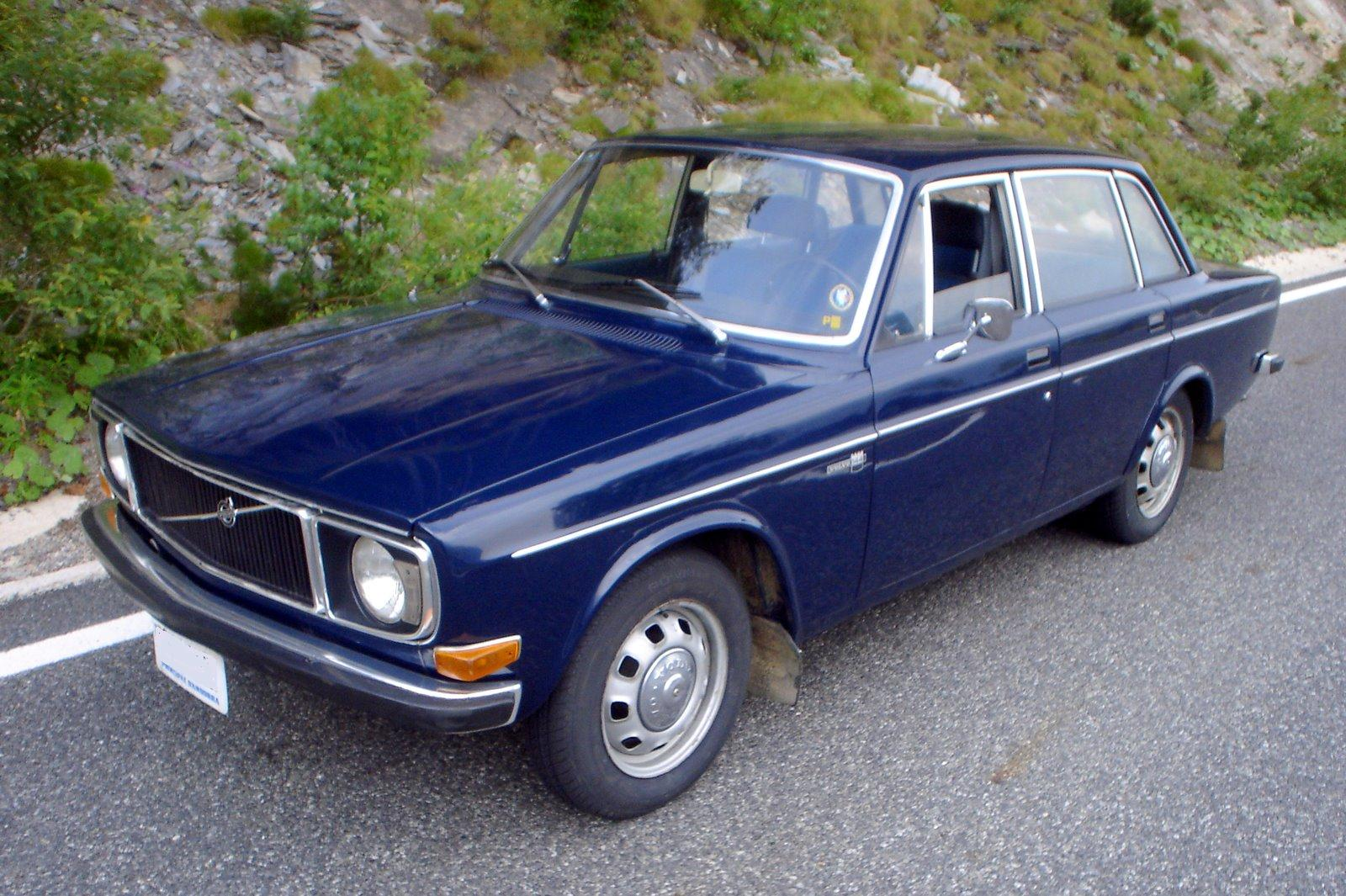
Седан Volvo 144, 1972
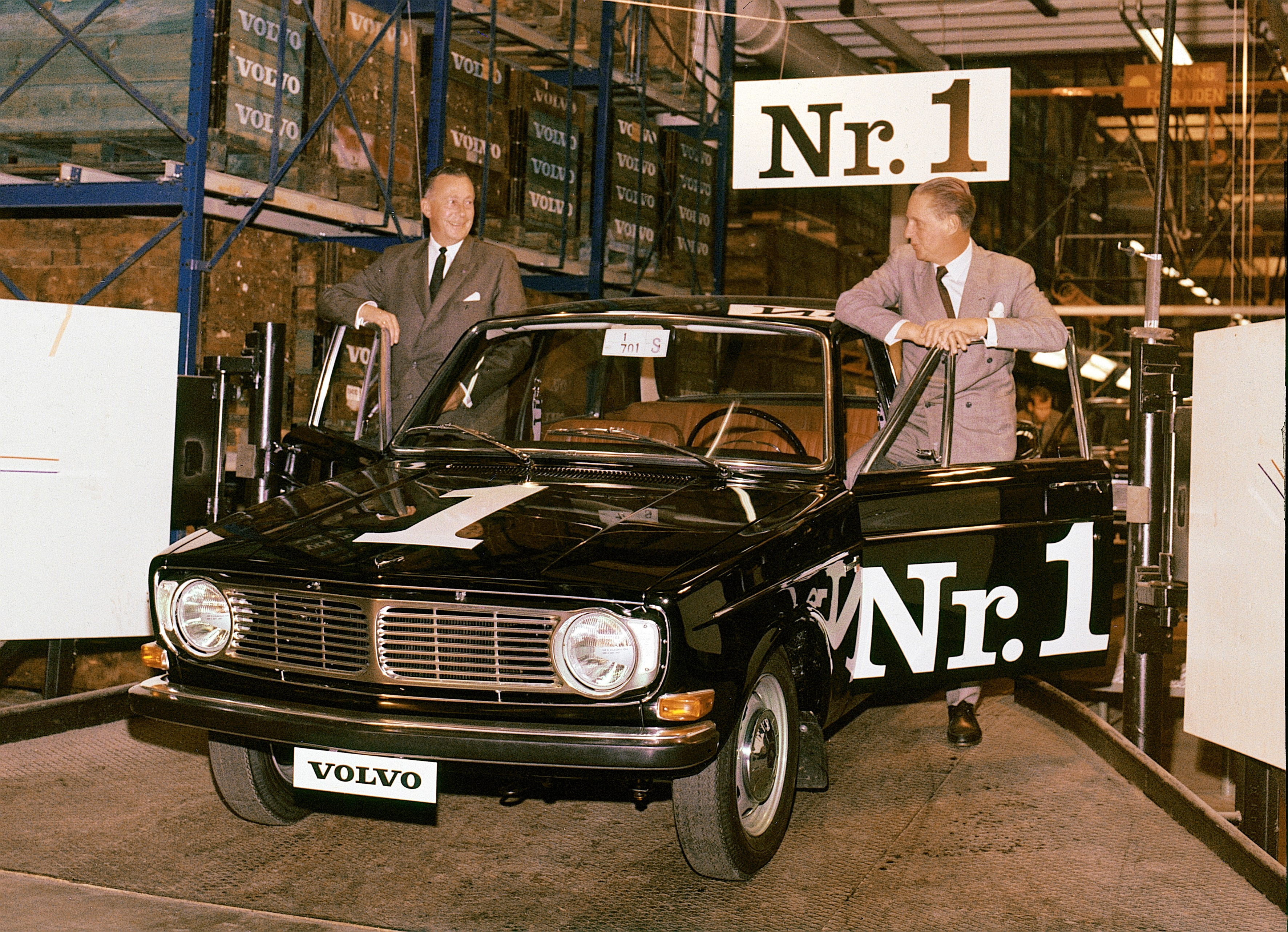
Первый 144-й, сошедший с конвейера в августе 1966 года
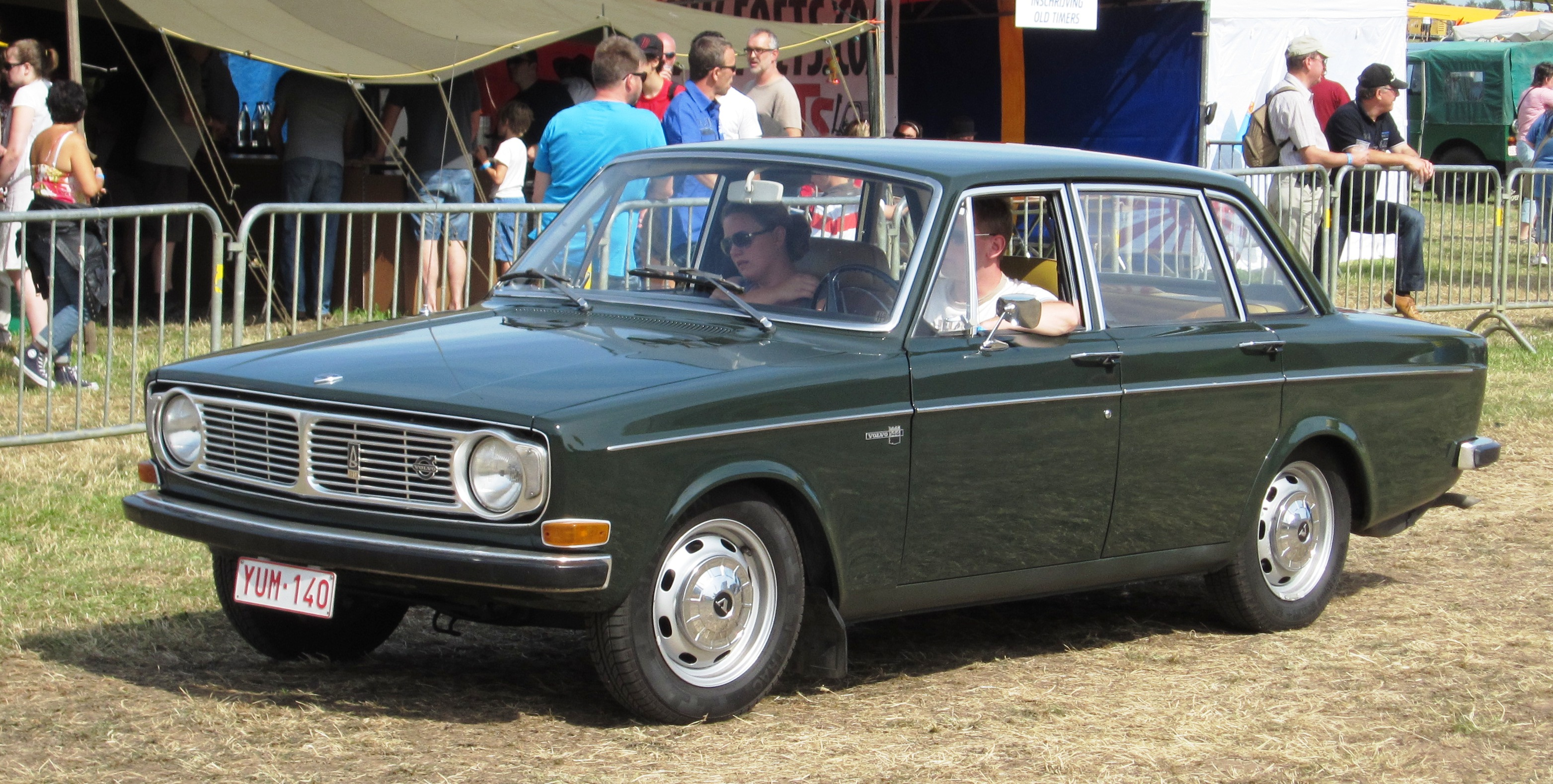
Седан Volvo 144, 1968
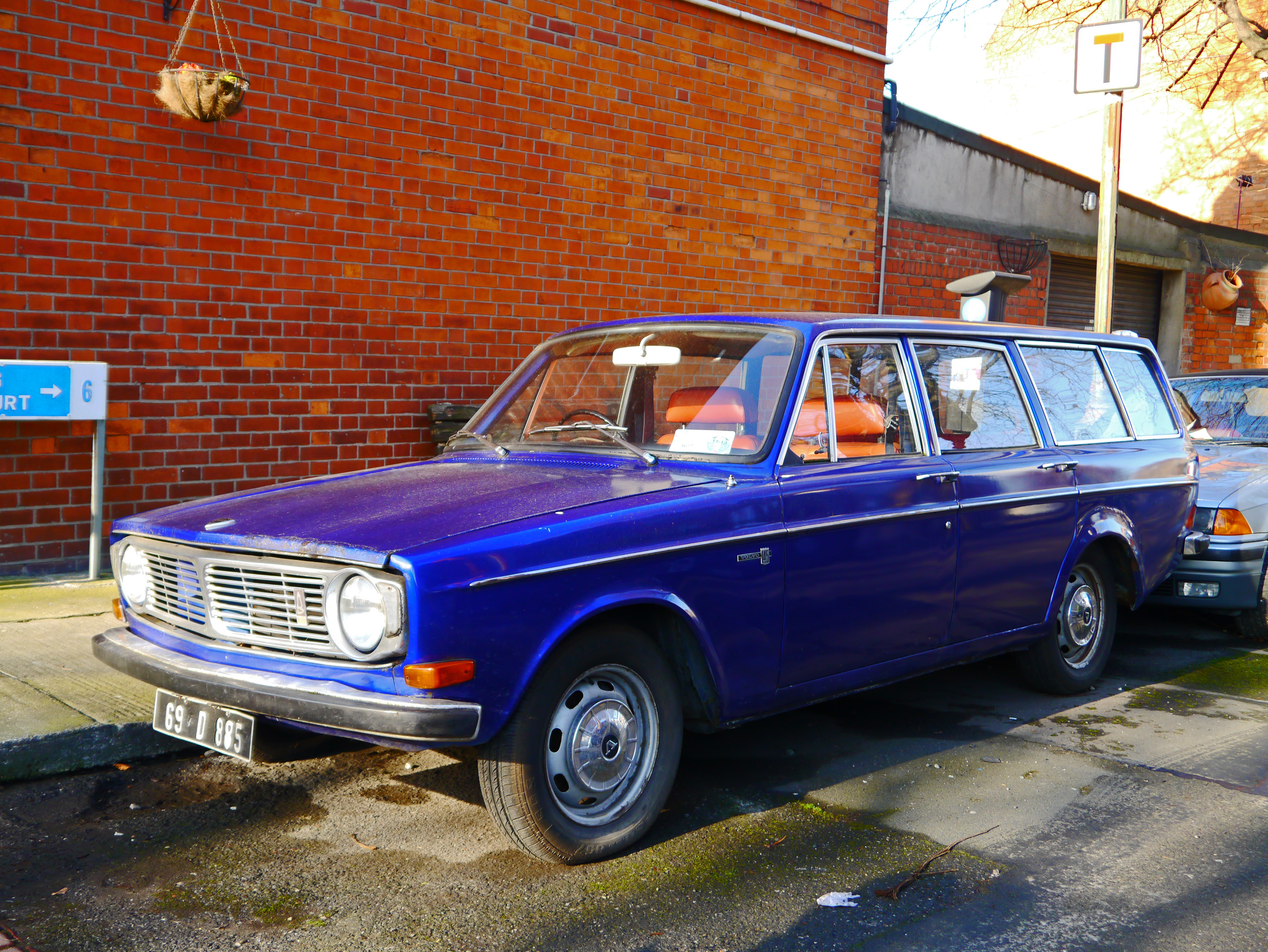
Универсал Volvo 145, 1969
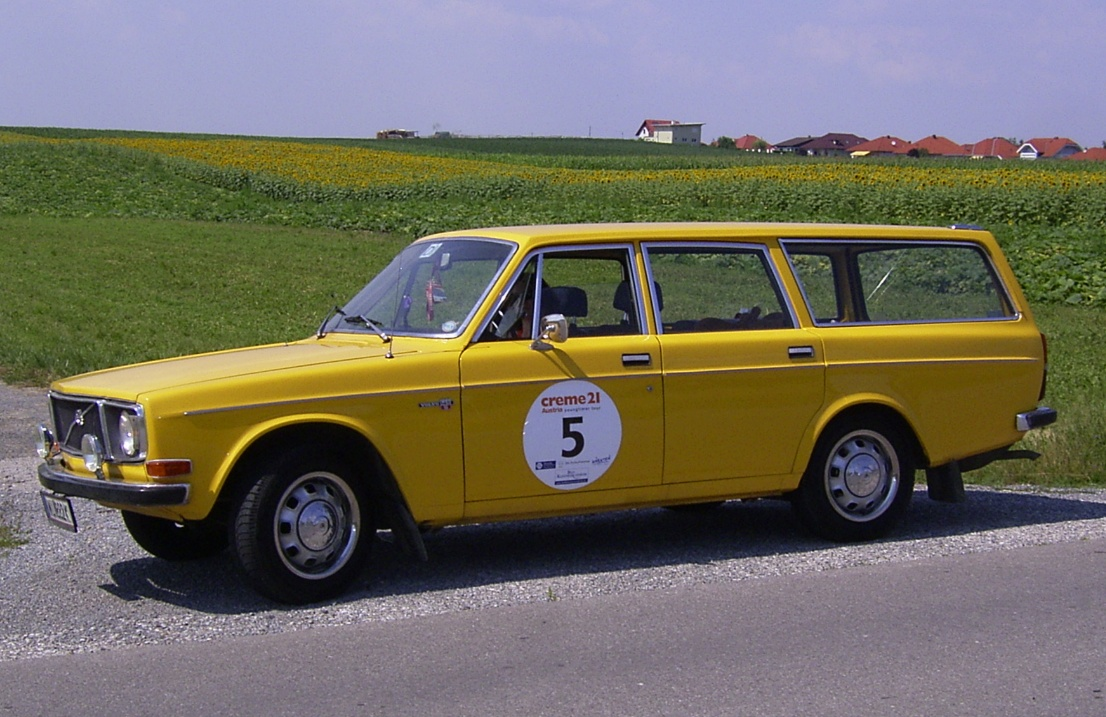
Универсал Volvo 145, 1972
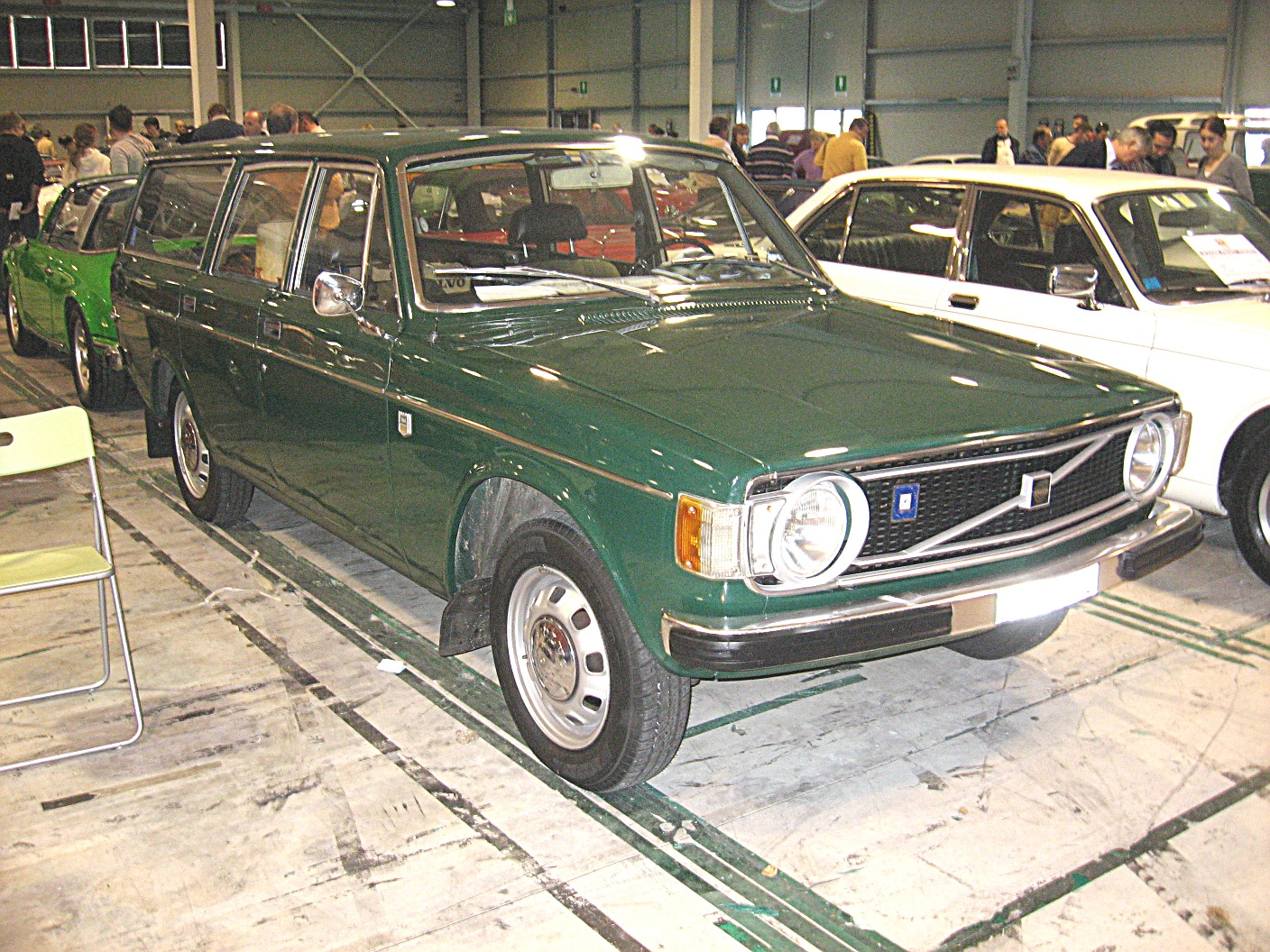
Универсал Volvo 145, 1973
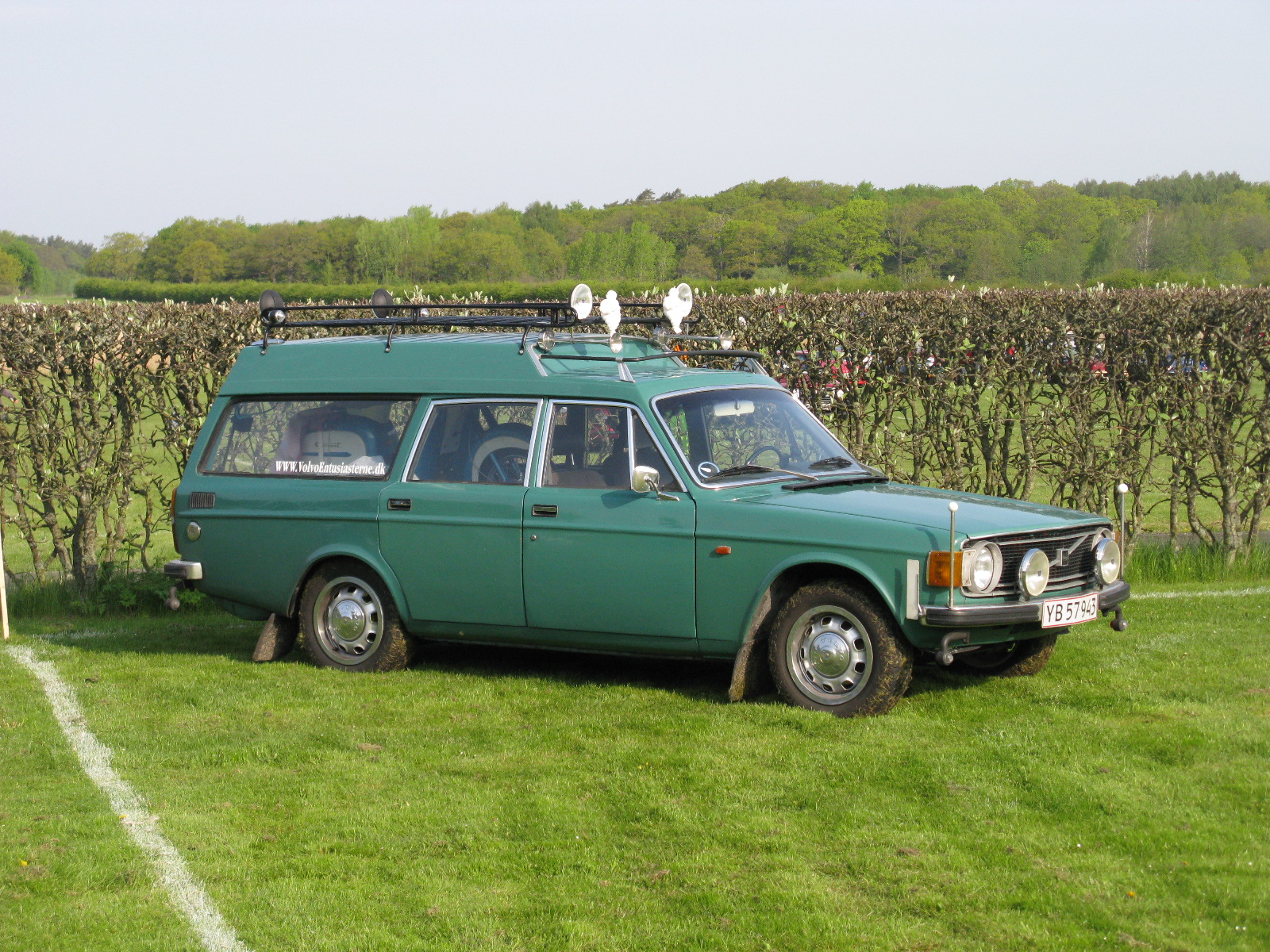
Volvo 145 Express
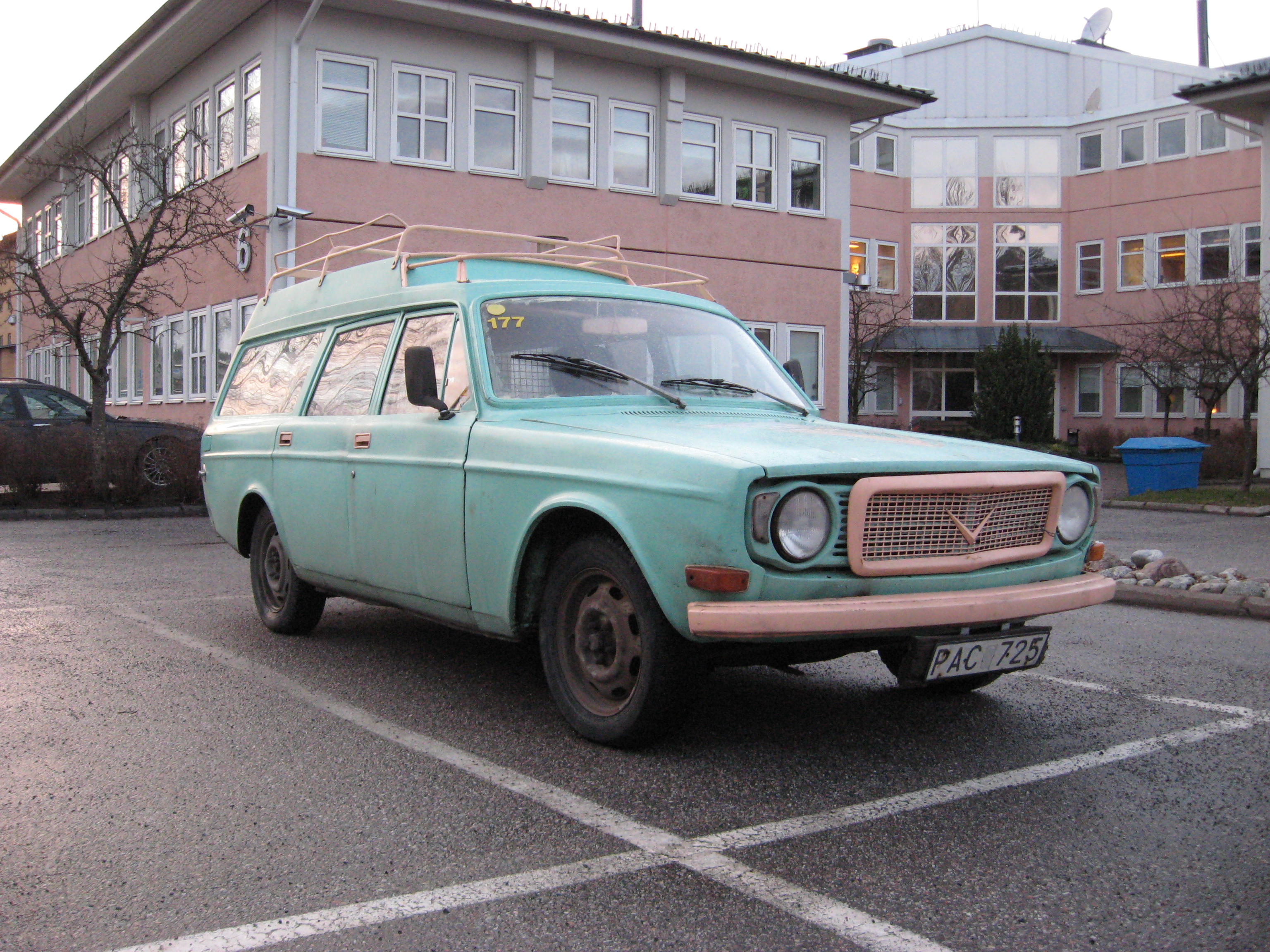
Volvo 145 Express
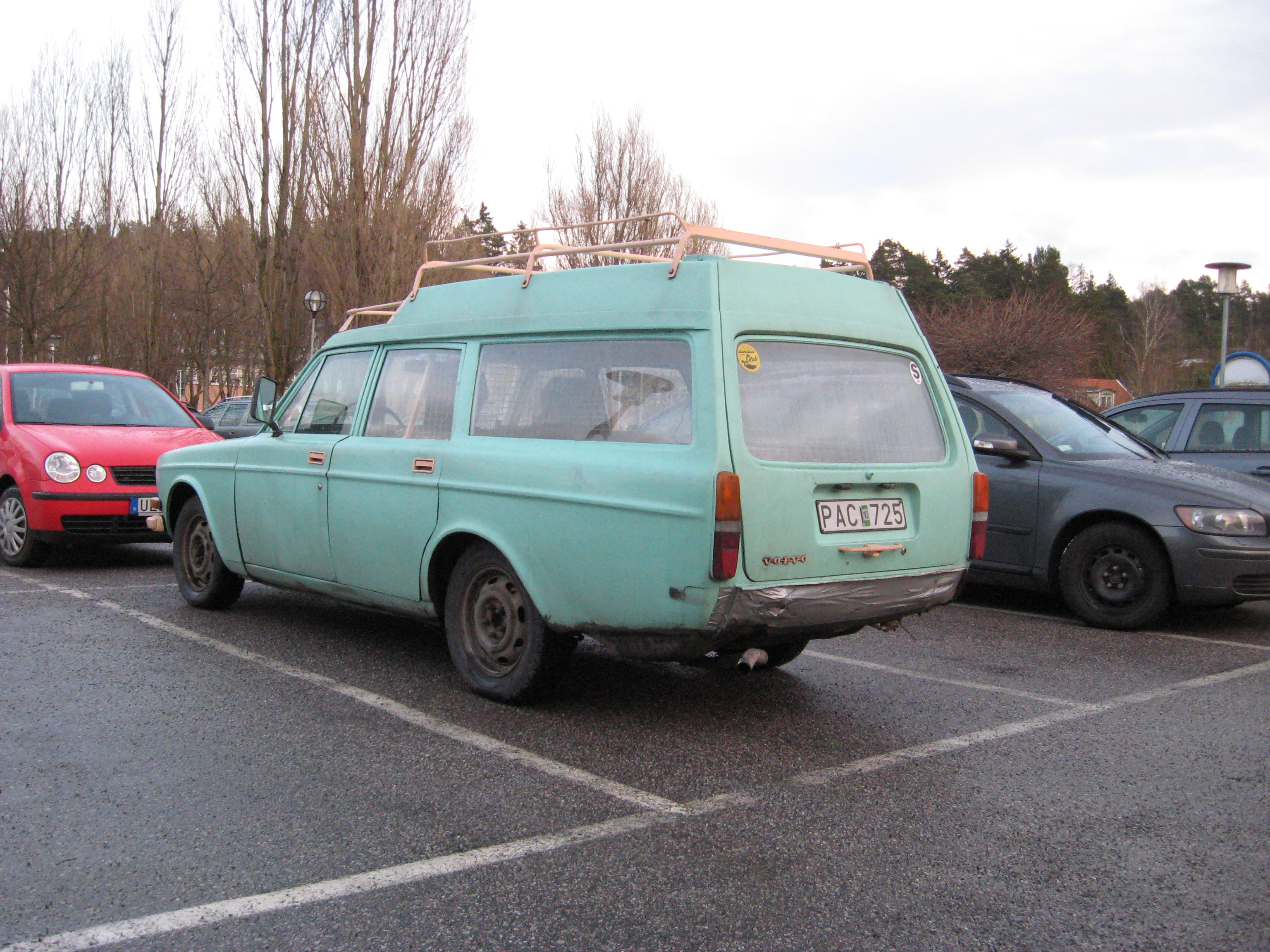
Volvo 145 Express, вид сзади